# 위험한 관계 (1988년 영화)
《위험한 관계》(영어: Dangerous Liaisons)는 1988년 개봉된 미국의 영화이다. 피에르 쇼데를로 드 라클로의 동명의 소설을 원작으로 한다.

## 줄거리
18세기 혁명 전 파리를 배경으로, 메르퇴유 후작 부인은 최근 자신을 떠난 전 애인 바스티드 백작에게 복수하기 위해 그의 어린 약혼녀 세실 드 볼랑주를 유혹하여 파멸시키려는 계획을 세운다. 그녀는 또 다른 전 애인인 발몽 자작에게 이 일을 맡기려 하지만, 발몽은 현재 자신이 유혹하려 하는 독실한 투르벨 부인에게 집중하고 있어 거절한다. 메르퇴유는 발몽의 허풍을 비웃으며, 그가 투르벨을 유혹하고 증거를 가져오면 그녀와 관계를 맺겠다고 제안한다. 도전을 좋아하는 발몽은 이를 받아들인다.
투르벨은 발몽의 모든 유혹을 거부하고, 발몽은 그녀의 하녀를 이용해 투르벨의 편지를 가로채려 한다. 그러던 중 세실의 어머니이자 메르퇴유의 사촌인 볼랑주 부인이 투르벨에게 발몽을 경계하라는 편지를 보낸 사실을 알게 된 발몽은 복수심에 불타 세실을 유혹하기로 결심한다.
한편 세실은 오페라에서 매력적인 단세니 기사를 만나 사랑에 빠진다. 메르퇴유는 단세니가 신분이 낮고 가난하여 세실의 배우자가 될 수 없음을 알고 둘의 관계를 부추긴다. 발몽은 속임수로 세실의 침실에 들어가 그녀를 성폭행한다. 세실은 저항하지만 발몽의 협박에 굴복하고, 이후 그는 그녀에게 성적인 '수업'을 제공한다. 메르퇴유는 단세니와 관계를 시작한다.
발몽은 투르벨의 마음을 얻는 데 성공하지만, 동시에 그녀를 사랑하게 된다. 메르퇴유는 질투심에 발몽을 조롱하며 투르벨과 헤어지지 않으면 약속을 지키지 않겠다고 한다. 발몽은 투르벨을 매몰차게 차버리고, 충격과 슬픔에 빠진 투르벨은 수녀원으로 들어가 건강이 악화된다. 메르퇴유는 발몽과의 약속을 지키지 않고 오히려 '전쟁'을 선포하며 단세니에게 발몽이 세실과 관계를 맺었다는 사실을 폭로한다. 단세니는 발몽에게 결투를 신청하고, 발몽은 일부러 단세니의 칼에 찔려 죽음을 맞이한다.
죽어가면서 발몽은 단세니에게 투르벨에 대한 진심을 전하고 메르퇴유의 실체를 폭로하며 그녀의 편지들을 넘겨준다. 투르벨은 발몽의 메시지를 듣고 죽음을 맞이한다. 발몽의 죽음 이후 메르퇴유는 광기와 고통에 빠지고, 그녀의 악행이 만천하에 드러나 몰락한다.

## 출연

### 주연
- 글렌 클로즈 - 메르테유
- 존 말코비치 - 발몽
- 미셸 파이퍼 - 투르벨

### 조연
- 스우시 커츠 - 불랑쥬 부인
- 키아누 리브스 - 당스니
- 밀드레드 네트윅 - 로즈몽드
- 우마 서먼 - 세실

## 기타
- 프로듀서: 수잔 위센펠드
- 공동제작: 크리스토퍼 햄튼
- 미술: 스투어트 크레그
- 의상: 제임스 애치슨

## 한국판 성우진(KBS) (1999년 3월 7일)
- 오세홍 - 발몽 자작(존 말코비치)
- 이선영 - 메르테유 부인(글렌 클로즈)
- 윤소라 - 투르벨 부인(미쉘 파이퍼)
- 정미숙 - 세실(우마 서먼)
- 김민석 - 당스니(키아누 리브스)
- 이광자 - 불랑쥬 부인(스우시 커츠)
- 박민아 - 로즈몽드 부인(밀드레드 네트윅)
- 김순영 - 줄리(발레리 고건) / 에밀리(로라 벤슨)
- 김소형 - 볼레로체(프랑소아 몬타굿) / 아만드(해리 존스)
- 전인배 - 아졸란(피터 카팔디)